# Lijst van kunstwerken in het Mauritshuis/X
Lijst van kunstwerken in het Mauritshuis en de Galerij Prins Willem V in Den Haag met werken van kunstenaars van wie de naam begint met de letter X. Vermeldingen in het grijs geven aan dat het werk geen deel meer uitmaakt van de collectie, bijvoorbeeld omdat het in bruikleen gegeven is aan een andere instelling of omdat het teruggegeven is aan de bruikleengever.
| Inventaris-nummer | Maker              | Titel                                                    | Datering | Type          | Afbeelding |
| ----------------- | ------------------ | -------------------------------------------------------- | -------- | ------------- | ---------- |
| 371               | Jan Baptist Xavery | Portretbuste van Willem IV, prins van Oranje-Nassau      | 1733     | Beeldhouwwerk |            |
| 372               | Jan Baptist Xavery | Portretbuste van Anna van Hannover, prinses van Engeland | 1736     | Beeldhouwwerk |            |